# Beksat Sattarchanow

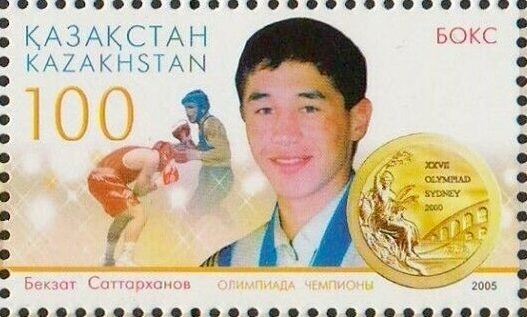
Beksat Sattarchanow, abgedruckt auf einer kasachischen Briefmarke

Beksat Sattarchanow (kyrillisch Бекзат Саттарханов; * 4. April 1980 in Turkestan; † 31. Dezember 2000 in Schymkent) war ein kasachischer Boxer.
Sattarchanow belegte bei den Juniorenweltmeisterschaften (U19) 1998 in Peking den zweiten Platz im Federgewicht. Im Viertelfinale besiegte er dabei den späteren mehrfachen Olympiasieger und Weltmeister Guillermo Rigondeaux, verlor das Finale aber gegen Servin Suleymanow aus der Ukraine.
Bei den Olympischen Spielen 2000 in Sydney gewann er die Goldmedaille in der Federgewichtsklasse. Im Finale schlug er den US-Amerikaner Ricardo Juarez nach Punkten. Der Sieg gilt als umstritten; die US-amerikanische Mannschaft verlangte nach dem Kampf eine Revision des Ergebnisses, da Sattarchanow in dem Kampf übermäßig geklammert habe. Der russische Ringrichter wurde als Resultat der Überprüfung für vier Jahre für alle internationalen Wettbewerbe gesperrt, das Kampfurteil blieb jedoch bestehen.
Sattarchanow starb am Silvesterabend des Jahres 2000 bei einem Verkehrsunfall in der kasachischen Hauptstadt Astana im Alter von zwanzig Jahren.